# Poligonalno zidanje
Poligonalno zidanje je građevinska tehnika koja za podizanje zidova koristi djelomično obrađene, najčešće sa svih strana priklesane stijene, koje se slažu u vodoravne redove „u suho“, a mogu biti i povezane mortom.
Poligonalno zidanje je nešto složenija tehnika od kiklopskog zidanja, pri kojem se kameni blokovi samo mjestimice priklesuju i povezuju isključivo „u suho“, ali je jednostavnija od zidanja pravokutnim kamenim blokovima koje je svoje savršenstvo dostiglo u vrijeme klasične antike u tehnici koju Vitruvije spominje pod nazivom opus isodomum, a odnosi se na zidanje savršeno obrađenim kamenim kvadrima jednake visine, a često i jednake dužine.
Kod naprednijih „manira“ poligonalnog zidanja, kameni blokovi se nižu u redove prema obliku i veličini, te jedan na drugog ravnomjerno naliježu zahvaljujući pomno oblikovanim sljubnicama, tj. sudarnim reškama.